# Сокорро (Колумбия)
Сокорро (исп. Socorro) — город и муниципалитет в северо-восточной части Колумбии, на территории департамента Сантандер. Входит в состав провинции Комунера.

## История
Поселение, из которого позднее вырос город, было основано донами Хосе де Арчилой и Хосе Диасом Сармьенто 16 июня 1683 года. Муниципалитет Сокорро был выделен в отдельную административную единицу в 1771 году.

## Географическое положение

Муниципалитет Сокорро

Город расположен в центральной части департамента, в горной местности Восточной Кордильеры, к востоку от реки Суарес, на расстоянии приблизительно 68 километров к юго-юго-западу (SSW) от города Букараманги, административного центра департамента. Абсолютная высота — 1234 метра над уровнем моря.
Муниципалитет Сокорро граничит на севере с территорией муниципалитета Кабрера, на северо-востоке — с муниципалитетом Пинчоте, на востоке — с муниципалитетом Парамо, на юго-востоке — с муниципалитетом Конфинес, на юге — с муниципалитетом Пальмас-дель-Сокорро, на западе — с муниципалитетом Симакота, на северо-западе — с муниципалитетом Пальмар. Площадь муниципалитета составляет 122,1 км².

## Население
По данным Национального административного департамента статистики Колумбии, совокупная численность населения города и муниципалитета в 2015 году составляла 30 577 человек.
Динамика численности населения муниципалитета по годам:
| 2005   | 2006   | 2007   | 2008   | 2009   | 2010   | 2011   | 2012   | 2013   | 2014   | 2015   |
| ------ | ------ | ------ | ------ | ------ | ------ | ------ | ------ | ------ | ------ | ------ |
| 29 076 | 29 189 | 29 347 | 29 514 | 29 674 | 29 840 | 29 999 | 30 142 | 30 295 | 30 437 | 30 577 |

Согласно данным переписи 2005 года мужчины составляли 47,5 % от населения Сокорро, женщины — соответственно 52,5 %. В расовом отношении белые и метисы составляли 99,7 % от населения города; негры, мулаты и райсальцы — 0,3 %.
Уровень грамотности среди всего населения составлял 92,1 %.

## Экономика
Основу экономики Сокорро составляет сельское хозяйство.
56,6 % от общего числа городских и муниципальных предприятий составляют предприятия торговой сферы, 30,3 % — предприятия сферы обслуживания, 12,6 % — промышленные предприятия, 0,5 % — предприятия иных отраслей экономики.

## Транспорт
Через город проходит национальное шоссе № 45А (исп. Ruta Nacional 45А).